# Championnat du monde des clubs de la FIFA 2000
Navigation
Espagne 2001
Le Championnat du monde des clubs 2000 est la première édition de la Coupe du monde des clubs de la FIFA. Elle s'est tenue du 5 au 14 janvier 2000 au Brésil, pour la première fois de son histoire.
La compétition a vue la participation de quatre équipes champions de leurs continents disputent le tournoi en compagnie de quatre équipes invités d'honneur dont le SC Corinthians, étant représentant du pays hôte.
Le SC Corinthians remporte la finale de la compétition lors de la séance de tirs au but quatre buts à trois, après n'avoir pas réussi à se départager avec le CR Vasco da Gama lors du temps réglementaire et des prolongations (0-0).

## Équipes participant
| Club                 | Pays            | Confédération | Épreuve qualificative                   |
| -------------------- | --------------- | ------------- | --------------------------------------- |
| SC Corinthians       | Brésil          | CONMEBOL      | Championnat du Brésil 1999 (pays hôte)  |
| Manchester United FC | Angleterre      | UEFA          | Ligue des champions de l'UEFA 1998-1999 |
| Raja Casablanca      | Maroc           | CAF           | Ligue des champions de la CAF 1999      |
| Club Necaxa          | Mexique         | CONCACAF      | Coupe des champions de la CONCACAF 1999 |
| South Melbourne FC   | Australie       | OFC           | Coupe des champions d'Océanie 1999      |
| Al-Nassr FC          | Arabie saoudite | AFC           | Invité d'honneur                        |
| Real Madrid          | Espagne         | UEFA          | Invité d'honneur                        |
| CR Vasco da Gama     | Brésil          | CONMEBOL      | Invité d'honneur                        |

## Organisation
| \| São Paulo Rio de Janeiro \| Sites du Championnat du monde des clubs 2000 |
| São Paulo Rio de Janeiro                                                    |

| São Paulo Rio de Janeiro |

| \| São Paulo Rio de Janeiro \| Sites du Championnat du monde des clubs 2000 |
| São Paulo Rio de Janeiro                                                    |

| São Paulo Rio de Janeiro |

| Phase de groupes       | 5-11 janvier |
| Match pour la 3e place | 14 janvier   |
| Finale                 | 14 janvier   |

| Afrique - Daouda N'Doye - Ali Tomusangue Asie - Saad Mane - Serguey Ufimtsev Europe - Stefano Braschi - Dick Jol - Jens Larsen - Frédéric Arnault - Vincent Texier - Jacek Pociegiel | CONCACAF - William Mattus - Haseeb Mohammed CONMEBOL - Horacio Elizondo - Óscar Ruiz - Miguel Giacomuzzi - Fernando Cresci Océanie - Derek Rugg - Lavetala Siuamoa |

## Tournoi
Les rencontres du tournoi se disputent selon les lois du jeu, qui sont les règles du football définies par l'International Football Association Board (IFAB).
Au premier tour chaque équipe affronte les trois autres équipes de son groupe. Le premier de chaque groupe est qualifié pour la finale alors que le second dispute le match pour la troisième place.
Le départage pour le classement se fait selon les critères suivants :
- Le nombre de points.
- La différence de buts générale.
- La différence de buts particulière.
- Le nombre de buts marqués.

Lors des matchs à élimination directe, en cas d'égalité à l'issue du temps réglementaire, une prolongation de 30 minutes est jouée et le cas échéant une séance de tirs au but.

### Groupe A
| Rang | Équipe         | Pts | J | G | N | P | Bp | Bc | Diff |
| ---- | -------------- | --- | - | - | - | - | -- | -- | ---- |
| 1    | SC Corinthians | 7   | 3 | 2 | 1 | 0 | 6  | 2  | +4   |
| 2    | Real Madrid    | 7   | 3 | 2 | 1 | 0 | 8  | 5  | +3   |
| 3    | Al-Nassr FC    | 3   | 3 | 1 | 0 | 2 | 5  | 8  | -3   |
| 4    | Raja CA        | 0   | 3 | 0 | 0 | 3 | 5  | 9  | -4   |

| Résultats (▼dom., ►ext.) |     |     |     |     |
| SC Corinthians           |     |     | 2-0 | 2-2 |
| Al-Nassr FC              | 0-2 |     |     |     |
| Raja CA                  |     | 3-4 |     | 2-3 |
| Real Madrid              |     | 3-1 |     |     |

### Groupe B
| Rang | Équipe            | Pts | J | G | N | P | Bp | Bc | Diff |
| ---- | ----------------- | --- | - | - | - | - | -- | -- | ---- |
| 1    | CR Vasco da Gama  | 9   | 3 | 3 | 0 | 0 | 7  | 2  | +5   |
| 2    | Club Necaxa       | 4   | 3 | 1 | 1 | 1 | 5  | 4  | +1   |
| 3    | Manchester United | 4   | 3 | 1 | 1 | 1 | 4  | 4  | 0    |
| 4    | South Melbourne   | 0   | 3 | 0 | 0 | 3 | 1  | 7  | -6   |

| Résultats (▼dom., ►ext.) |     |     |     |     |
| Manchester United        |     | 1-1 |     |     |
| Club Necaxa              |     |     |     | 1-2 |
| South Melbourne          | 0-2 | 1-3 |     |     |
| CR Vasco da Gama         | 3-1 |     | 2-0 |     |

### Match pour la3eplace
| 14 janvier 2000 | Real Madrid                                                                         | 1 - 1 (a.p.)      | Club Necaxa                                                                              | Maracanã, Rio de Janeiro                    |                                             |
| 17 h 00 (UTC-3) | Raúl González 15e                                                                   | (1 – 0)           | 58e Agustín Delgado                                                                      | Spectateurs : 35 000 Arbitrage : Óscar Ruiz | Spectateurs : 35 000 Arbitrage : Óscar Ruiz |
| 17 h 00 (UTC-3) | Rapport                                                                             |                   |                                                                                          | Spectateurs : 35 000 Arbitrage : Óscar Ruiz | Spectateurs : 35 000 Arbitrage : Óscar Ruiz |
| 17 h 00 (UTC-3) | Samuel Eto'o · Iván Helguera · Steve McManaman · Fernando Morientes · Javier Dorado | Tirs au but 3 - 4 | Sergio Vázquez · Salvador Cabrera · Luis Ernesto Perez · Alex Aguinaga · Agustín Delgado | Spectateurs : 35 000 Arbitrage : Óscar Ruiz | Spectateurs : 35 000 Arbitrage : Óscar Ruiz |

### Finale
| 14 janvier 2000 | CR Vasco da Gama                                          | 0 - 0 (a.p.)      | SC Corinthians                                              | Maracanã, Rio de Janeiro                                                                                  | |
| 20 h 00 (UTC-3) |                                                           | (0 - 0)           |                                                             | Spectateurs : 73 000 Arbitrage : Dick Jol (Principal) Jens Larsen (Assistant) Fernando Cresci (Assistant) | Spectateurs : 73 000 Arbitrage : Dick Jol (Principal) Jens Larsen (Assistant) Fernando Cresci (Assistant) |
| 20 h 00 (UTC-3) | Rapport                                                   |                   |                                                             | Spectateurs : 73 000 Arbitrage : Dick Jol (Principal) Jens Larsen (Assistant) Fernando Cresci (Assistant) | Spectateurs : 73 000 Arbitrage : Dick Jol (Principal) Jens Larsen (Assistant) Fernando Cresci (Assistant) |
| 20 h 00 (UTC-3) | Romário · Alex Oliveira (en) · Gilberto · Viola · Edmundo | Tirs au but 3 - 4 | Freddy Rincón · Fernando Baiano · Luizão · Edu · Marcelinho | Spectateurs : 73 000 Arbitrage : Dick Jol (Principal) Jens Larsen (Assistant) Fernando Cresci (Assistant) | Spectateurs : 73 000 Arbitrage : Dick Jol (Principal) Jens Larsen (Assistant) Fernando Cresci (Assistant) |

| Vasco da Gama | SC Corinthians |

| G             | 12 | Helton             |  |          |
| D             | 3  | Odvan              |  |          |
| D             | 4  | Mauro Galvão       |  |          |
| D             | 13 | Gilberto           |  |          |
| D             | 15 | Paulo Miranda      |  | 54e      |
| M             | 5  | Amaral             |  | 33e      |
| M             | 6  | Felipe             |  | 102e     |
| M             | 8  | Juninho            |  | 96e      |
| M             | 9  | Ramon              |  | 16e 111e |
| A             | 10 | Edmundo            |  | 98e      |
| A             | 11 | Romário            |  |          |
| Remplaçants : |    |                    |  |          |
| A             | 19 | Viola              |  | 96e      |
| M             | 23 | Alex Oliveira (en) |  | 102e     |
| A             | 7  | Donizete           |  | 111e     |
| Entraineur :  |    |                    |  |          |
| Antônio Lopes |    |                    |  |          |

| G                   | 1  | Dida             |  |      |
| D                   | 2  | Índio (en)       |  | 97e  |
| D                   | 3  | Adilson          |  | 75e  |
| D                   | 6  | Kléber           |  |      |
| D                   | 16 | Fábio Luciano    |  |      |
| M                   | 7  | Marcelinho       |  |      |
| M                   | 5  | Vampeta          |  | 91e  |
| M                   | 8  | Freddy Rincón    |  | 43e  |
| M                   | 11 | Ricardinho       |  | 45e  |
| A                   | 9  | Luizão           |  | 113e |
| A                   | 10 | Edílson          |  | 113e |
| Remplaçants :       |    |                  |  |      |
| M                   | 20 | Edu              |  | 45e  |
| M                   | 23 | Gilmar Fubá (pt) |  | 91e  |
| A                   | 17 | Fernando Baiano  |  | 113e |
| Entraineur :        |    |                  |  |      |
| Oswaldo de Oliveira |    |                  |  |      |

## Récompenses
| Rang | Club              | Pays            | Prime       |
| ---- | ----------------- | --------------- | ----------- |
| 1    | SC Corinthians    | Brésil          | 6 000 000 $ |
| 2    | CR Vasco da Gama  | Brésil          | 5 000 000 $ |
| 3    | Club Necaxa       | Mexique         | 4 000 000 $ |
| 4    | Real Madrid       | Espagne         | 3 000 000 $ |
| 5    | Manchester United | Angleterre      | 2 500 000 $ |
| 6    | Al-Nassr FC       | Arabie saoudite | 2 500 000 $ |
| 7    | Raja Casablanca   | Maroc           | 2 500 000 $ |
| 8    | South Melbourne   | Australie       | 2 500 000 $ |

| Prix              | Lauréat     | Club             |
| ----------------- | ----------- | ---------------- |
| Ballon d'or       | Edílson     | SC Corinthians   |
| Ballon d'argent   | Edmundo     | CR Vasco da Gama |
| Ballon de bronze  | Romário     | CR Vasco da Gama |
| Prix du fair-play | Al-Nassr FC | Al-Nassr FC      |

## Classement des buteurs
| Rang | Joueur         | Club             | Buts |
| ---- | -------------- | ---------------- | ---- |
| 1    | Nicolas Anelka | Real Madrid      | 3    |
| 1    | Romário        | CR Vasco da Gama | 3    |

| Joueurs ayant inscrit deux buts | Joueurs ayant inscrit deux buts | Joueurs ayant inscrit deux buts | Joueurs ayant inscrit deux buts |
| ------------------------------- | ------------------------------- | ------------------------------- | ------------------------------- |
| 3                               | Fahad Al-Bishi                  | Al-Nassr FC                     | 2                               |
| 3                               | Agustín Delgado                 | Club Necaxa                     | 2                               |
| 3                               | Edilson                         | SC Corinthians                  | 2                               |
| 3                               | Edmundo                         | CR Vasco da Gama                | 2                               |
| 3                               | Quinton Fortune                 | Manchester United               | 2                               |
| 3                               | Cristian Montecinos             | Club Necaxa                     | 2                               |
| 3                               | Raúl González                   | Real Madrid                     | 2                               |

| Joueurs ayant inscrit un but | Joueurs ayant inscrit un but | Joueurs ayant inscrit un but | Joueurs ayant inscrit un but |
| ---------------------------- | ---------------------------- | ---------------------------- | ---------------------------- |
| 10                           | Ahmed Bahja                  | Al-Nassr FC                  | 1                            |
| 10                           | Alex Aguinaga                | Club Necaxa                  | 1                            |
| 10                           | Fuad Amin                    | Al-Nassr FC                  | 1                            |
| 10                           | John Anastasiadis (en)       | South Melbourne              | 1                            |
| 10                           | Nicky Butt                   | Manchester United            | 1                            |
| 10                           | Salvador Cabrera             | Club Necaxa                  | 1                            |
| 10                           | Talal El Karkouri            | Raja Casablanca              | 1                            |
| 10                           | Bouchaib El Moubarki         | Raja Casablanca              | 1                            |
| 10                           | Youssef Achami (en)          | Raja Casablanca              | 1                            |
| 10                           | Felipe                       | CR Vasco da Gama             | 1                            |
| 10                           | Geremi                       | Real Madrid                  | 1                            |
| 10                           | Fernando Hierro              | Real Madrid                  | 1                            |
| 10                           | Fábio Luciano                | SC Corinthians               | 1                            |
| 10                           | Luizão                       | SC Corinthians               | 1                            |
| 10                           | Fernando Morientes           | Real Madrid                  | 1                            |
| 10                           | Mustapha Moustawdae          | Raja Casablanca              | 1                            |
| 10                           | Odvan                        | CR Vasco da Gama             | 1                            |
| 10                           | Ricardinho                   | SC Corinthians               | 1                            |
| 10                           | Freddy Rincón                | SC Corinthians               | 1                            |
| 10                           | Moussa Saïb                  | Al-Nassr FC                  | 1                            |
| 10                           | Sávio                        | Real Madrid                  | 1                            |
| 10                           | Dwight Yorke                 | Manchester United            | 1                            |